# Voorlijk
Het voorlijk is bij een zeilschip de voorzijde van een zeil.
In het voorlijk zit het lijkentouw, een lijn die aan de zijkant van het zeil vastzit om het zeil daar stevigheid te geven. Elk zeil op een langsgetuigd schip bevat een voorlijk, met het voorlijk wordt het zeil vastgezet aan het schip. Het voorlijk van de fok wordt met leuvers vastgezet aan het voorstag of met een pees in een sleuf die aan de voorstag is gezet.

## voorlijk van het grootzeil
Door het grootzeil te hijsen en met een grootzeilval of klauwval aan te trekken, wordt de voorkant van het zeil strak vastgezet, kan er optimaal van de zeileigenschappen gebruikgemaakt worden.

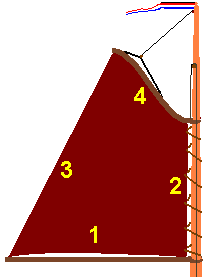
De vier zijden van een gaffelgetuigd zeil
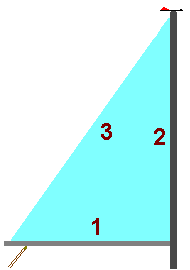
De zijden van van een topgetuigd zeil

De kanten van het zeil heten (toepasselijk): 
1. onderlijk
2. voorlijk
3. achterlijk
4. bovenlijk.

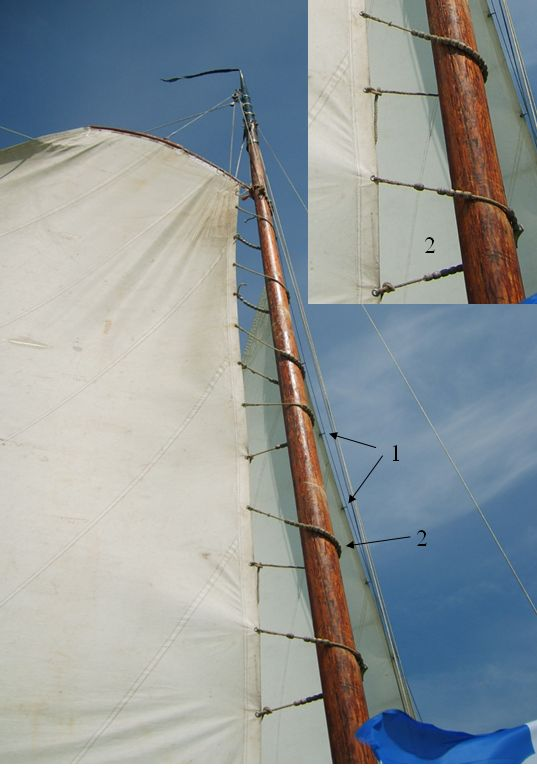
Grootzeil en fok van een skûtsje. De fok is met leuvers (1) bevestigd aan het voorstag. Het voorlijk van het grootzeil is met van kloten voorziene rakbanden (2) verbonden met de mast.

Het voorlijk wordt aan haar twee uiteinden begrensd door aan de onderkant de halshoek en aan de bovenkant de tophoek (bij torengetuigde schepen) of de klauwhoek (bij gaffelgetuigde schepen, zoals in de afbeelding). 
Met het voorlijk wordt het zeil aan de mast bevestigd. Bij de klassieke schepen gebeurde dat door een lijn, de rijglijn of rakbanden, om de mast en door ogen in het zeil heen te laten lopen. Een rakband of rijglijn was voorzien van kloten, kralen die er voor moesten zorgen dat de lijn bij het hijsen soepel over de mast heen loopt. Bij modernere schepen zit er een er een slede aan de mast vast, waardoorheen lopers gaan die aan het zeil bevestigd zijn. Nog nieuwer is het rol-grootzeil, waarbij het voorlijk vastgezet wordt in een draaibare buis in de mast, het zeil zit dan geheel vast aan de voorkant, de buis kan draaien om het grootzeil op te rollen (om het binnen te halen, maar ook om het zeil te reven).